# Zbiornik Żermanicki
Zbiornik Żermanicki (cz. Vodní nádrž Žermanice) – zbiornik zaporowy utworzony przez spiętrzenie wód rzeki Łucyny w okolicy Żermanic w kraju morawsko-śląskim, w Czechach, Ma powierzchnię 2,48 km² i wybudowany został w latach 1951–1958 dla zaspokojenia potrzeb ostrawskiego przemysłu. Na budowę zapory zużyto 116 600 m³ betonu. Jej długość wynosi 314 m, a wysokość 38 m. Powierzchnia lustra wodnego to 248 ha a całkowita pojemność zapory wynosi 25 300 000 m³ wody, zaś maksymalna głębokość 28 m. W wyniku uruchomienia zapory zalane zostały części gmin Szobiszowic i Domasławic Dolnych a z ich pozostałych położonych na zachód od zbiornika ziem utworzono nową gminę – Łucynę.
Poza zgromadzeniem odpowiednich zasobów wody przemysłowej zbiornik uczynił też pobliskie miejscowości, takie jak: Domasłowice Dolne, Łucyna, Szobiszowice i same Żermanice, popularnymi ośrodkami sportów wodnych i rekreacji.